# Raine Ampuja
Raine Tapani Ampuja (Helsinki, 24 januari 1958) is een hedendaags Fins componist en dirigent.

## Leven
Zijn studies deed hij aan de Sibelius-Academie te Helsinki in de vakken hoorn, muziektheorie en orkestdirectie in de jaren van 1980 tot 1988. Nadat hij afgestudeerd was, werd hij dirigent van de Guard's Band, het officiële militaire harmonieorkest van Finland. Verder is hij gastdirigent van de Tapiola Sinfonietta. 
Hij is een bekend componist voor werken voor harmonieorkest. Voor de promotie van zijn eigen werk houdt hij verschillende masterclasses en summer-camps in Finland en in de Verenigde Staten van Amerika gehouden. In 1993 deed hij verdere studies in het Verenigd Koninkrijk bij de Royal Navy Academy of Music. Nadat hij terug was in Finland heeft hij een Militair muziek taptoe-tour in Finland georganiseerd en dit festijn tot een vaste inrichting laten groeien. Vanzelfsprekend is hij ook de artistiek directeur van dit gebeuren. Als componist heeft hij werken gecomponeerd voor het bezoek van de Paus te Helsinki en voor het wereldkampioenschap skiën te Lahti in 2001. Verder is hij voorzitter van de Finnish Symphonic Band Association en een belangrijk adviseur voor de Finse amateuristische muziekbeoefening.

## Composities

### Werken voor harmonieorkest
- 1988 Reverie
- 1998 Magic gebaseerd op het eeuwenoude Finse epos Kalevala
- 2002 Grannys Bike - Pappamopo
- 2003 Ave Maria voor gemengd koor en harmonieorkest
- 2004 Nozama
- Hello haloo!
- Hunter's Gallop
- Local Train (Lättähattu)
- Marche ala Bonaparte
- Nukkumatti
- Royal Locomotive
- Rullaati
- Village Road